# Edgard D'Hose
Edgard D'Hose (Brussel, 25 december 1953 - Ukkel, 10 juni 2019) was een Belgisch volksvertegenwoordiger.

## Levensloop
D'Hose werd beroepshalve advocaat. Van 1976 tot 1984 was hij voor de PS gemeenteraadslid van Sint-Jans-Molenbeek.
Op 22 mei 194 volgde hij Henri Simonet op als lid van de Kamer van volksvertegenwoordigers voor het arrondissement Brussel tot 13 oktober 1985. Hij werd weer in 1985 PS-kandidaat, nu op de effectievenlijst, en kreeg 1.321 voorkeurstemmen, niet genoeg om verkozen te worden. In 1987 werd hij kandidaat op de PRL-lijst (400 voorkeurstemmen) was. Hij zetelde tevens in de Franse Gemeenschapsraad. Rivaliteiten binnen de Brusselse socialistische partij, hadden tot gevolg dat hij in 1986-87 naar de PRL overstapte.
In 1999 en in 2001 liep hij veroordelingen op voor financiële delicten. Hij werd geschrapt aan de balie en in de onmogelijkheid gesteld om nog een politiek mandaat uit te oefenen. Hij kwam nog tussen in Ukkel bij burenacties, onder meer met de vereniging Protection des marroniers, tegen het rooien van bomen.
Hij is lid van de Association pour le Droit de Mourir dans la Dignité (A.D.M.D.).
De laatste jaren van zijn leven raakte D'Hose in armoede. Hij overleed in juni 2019 op de leeftijd van 65 jaar.

## Publicatie
- Un songe politique dans la tourmente, Brussel, 1979.